# Аквизиционные расходы
Аквизиционные расходы (от лат. acquisitor — приобретатель) – расходы страховой компании, связанные с привлечением новых страхователей и удержанием старых, а также с заключением новых договоров страхования и продлением действующих ,. Аквизиционные расходы – это одна из наиболее значимых составляющих расходов на ведение страховых операций (чаще называемых расходами на ведение дел (РВД) или нагрузкой),, эти расходы отражаются отдельной строкой в отчётности российских страховых компаний (приложение к бухгалтерскому балансу, так называемая «Форма 2-страховщик» ,).

## Аквизиторы
Как правило, у универсальных страховых компаний большая часть аквизиционных расходов – это расходы на оплату услуг страховых посредников – комиссионные выплаты страховым агентам и брокерам, а также выплаты штатным сотрудникам, занимающимся заключением и перезаключением договоров страхования. Занятых заключением и перезаключением договоров штатных и нештатных сотрудников страховой компании иногда называют аквизиторами.

## Аквизиция
Аквизицией вообще в страховании называют весь комплекс мероприятий, направленных на физических и юридических лиц и ориентированных на раскрытие преимуществ отдельных видов договоров страхования в конкретной страховой компании: реклама, маркетинг, коллективные и индивидуальные беседы с целью привлечения новых договоров страхования.
Помимо оплаты услуг посредников к расходам на аквизицию относят также: 
- расходы страховщика, прямо связанные с ведением учёта проведенных операций;
- расходы на предстраховую экспертизу и проведение проверок;
- расходы на медицинское обследование лиц, подавших заявление на страхование жизни;
- андеррайтерские расходы и др.

В перестраховании аквизиционные расходы – это расходы перестраховщика, непосредственно связанные с принятием дела от передающих страховщиков (цедентов) ).
В более общем виде аквизиционные расходы включают все расходы на содержание и развитие каналов продаж страхования. У компаний прямого страхования аквизиционные расходы – это, в основном, расходы на рекламу, оплата работы колл-центра, поддержка и развитие сайта. Новой статьёй аквизиционных расходов становится оплата так называемых «лидов» или «наводок» - сайты, предоставляющие услуги онлайновых расчётов стоимости страхования (чаще всего – каско, ОСАГО и страхование выезжающих за рубеж) продают страховщикам информацию о своих посетителях.

## Демпинг в страховании и аквизиционные расходы
Рост аквизиционных расходов стал одним из главных факторов резкого роста расходов на ведение дел у российских страховых компаний после 2007 года. Страховщики стали широко применять демпинг (продажа страхования ниже себестоимости) по двум направлениям - ценовой демпинг (когда страховой тариф неадекватен величине риска и собранных страховых премий не хватает на корректное формирование страховых резервов для осуществления последующих страховых выплат) и демпинг комиссий (когда в борьбе за контроль над каналами продаж (страховые агенты и брокеры, банки и автодилеры) страховщики конкурировали друг с другом по размеру предлагаемых комиссионных вознаграждений сверх всех разумных пределов). Это привело к тому, что в отдельных сегментах страхования размер комиссионных, оставляемых страховщиком тому банку, через который проходили продажи полисов, достигал 90% (т.е. на выплаты страхователям оставалось менее 10% от собранных страховых премий). Для некоторых банков (Сбербанк, Хоум Кредит Банк) комиссии от продажи страхования стали значимой доходной статьёй,.
И демпинг тарифных ставок (стоимости страхования), и демпинг комиссий приводят к уменьшению доли страховой премии, идущей на формирование страховых резервов и на выплаты страхователям. Занижение тарифной ставки приводит к снижению брутто-премии, а завышение комиссий (и вообще аквизиционных расходов) - к снижению доли нетто-премии в брутто-премии.

## См.также
- Страховой тариф
- Брутто-премия
- Нетто-премия